# Regina Diaz

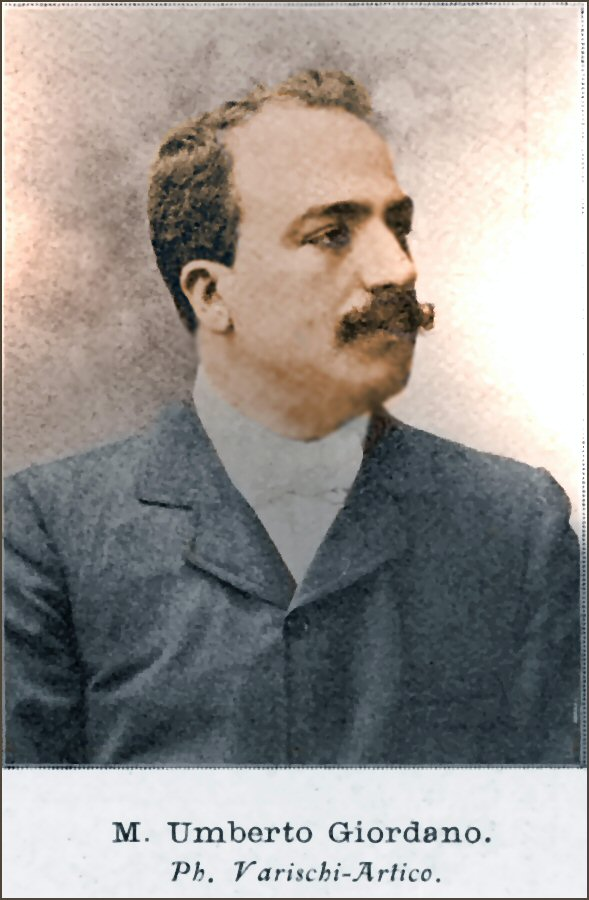
Umberto Giordano 1895

Regina Diaz är en opera i två akter med musik av Umberto Giordano och libretto av Giovanni Targioni-Tozzetti och Guido Menasci. Den hade premiär den 5 mars 1894 på Teatro Mercadante i Neapel. Librettot bygger på Lockroys och Edmond Badons Un duel sous le cardinal de Richelieu, vilken också hade varit källa till Gaetano Donizettis opera Maria di Rohan (1843), även om handlingen i Giordanos version flyttades från 1600-talets Paris till 1700-talets Neapel. Operan blev ett fiasko vid premiären och lades ner efter andra föreställningen. Giordanos välgörare och förläggare Edoardo Sonzogno skyllde fiaskot på det dåliga librettot. Giordano skyllde fiaskot på att Sonzogno lade sig i produktionen.

## Bakgrund och uppförandehistorik
Regina Diaz var Giordanos andra helaftonsopera och liksom föregångaren Mala vita var den beställd av musikförläggaren Edoardo Sonzogno. Mala vita hade en måttlig framgång, förutom i Neapel där den osminkade veristhistorien och skildringen av neapolitansk slum hade orsakat ilska hos kritiker och publik. Till nästa opera gav Sonzogno i uppdrag till Giovanni Targioni-Tozzetti och Guido Menasci (librettisterna till Mascagnis enorm framgångsrika Cavalleria rusticana) att skriva ett libretto till Giordano. Sonzogno var ärlig gentemot librettisterna angående de problem de kunde få med kompositören. Han skrev till Menasci 1892:
Bristen på kultur hindrar honom från att få fram en klar idé av vad han känner, vad han vill och vad som mer eller mindre är görligt att göra till ett libretto. Tålamod krävs då han besitter andra gåvor och kvaliteter som musiker.
Giordano bestämde att vända sig bort från versimen men var fast besluten att behålla kopplingen till Neapel. Resultatet blev en gammaldags romantisk melodram byggd på samma historia som i Donizettis Maria di Rohan men med handlingen ändrad från 1600-talets Paris till Neapel i början av 1700-talet då staden befann sig under spanskt styre.  Regina Diaz hade premiär den 5 mars 1894 på Teatro Mercadante i Neapel med den spanskfödda sopranen Concepció "Concetta" Bordalba i titelrollen. Premiären blev ett fiasko hos både publik och kritiker, varav endast Roberto Bracco var postitivt inställd till verket. Rocco Pagliara, kritikern i Il Mattino skrev:
Han har komponerat en romantisk melodram... men genom att kasta sig in enkla banaliteter... har han inte lyckats åstadkomma någonting som eventuellt kunde polera eller lysa upp unkenhetet och det konventionella.
Efter andra föreställningen lade Sonzogno ner operan och drog in lönen som han hade tänkt betala Giordano för komman verk.
I och med förlusten av Sonzognos stöd funderade Giordano allvarligt att ge upp en karriär som operakompositör och försörjde sig genom att arbeta som kapellmästare och fäktningslärare. Men Mascagni och Alberto Franchetti övertalade Sonzogno att ge Giordano en sista chans. Franchetti erbjöd Giordano Illicas libretto till Andrea Chénier, vilket Franchetti från början hade beställt. Giordano inkorporerade några av de bästa delarna av musiken från Regina Diaz i Andrea Chénier, som fick en triumfartad permiär på La Scala 1896. Det skulle visa sig blir Giordanos mest bestående framgång och säkra han plats som operakompositör.

## Personer
| Roller                                                          | Röststämma | Premiärbesättning 5 mars 1894 Dirigent: Rodolfo Ferrari |
| --------------------------------------------------------------- | ---------- | ------------------------------------------------------- |
| Ferrante Diaz, Spansk guvernör i Neapel                         | baryton    | Carlo Buti                                              |
| Regina Diaz, Ferrantes hustru                                   | sopran     | Concetta Bordalba                                       |
| Mario Sanseverino, en neapolitansk adelsman och Reginas älskare | tenor      | Giovanni Apostolu                                       |
| Fra Benedetto, en munk                                          | bas        | Lodovico Contini                                        |
| Gonzalo, en soldat hos Ferrante Diaz                            | tenor      | ?                                                       |
| Kör: Män och kvinnor i Neapel, adelsmän, munkar, soldater       |            |                                                         |

## Handling
Plats: Neapel ca. 1700
Akt 1

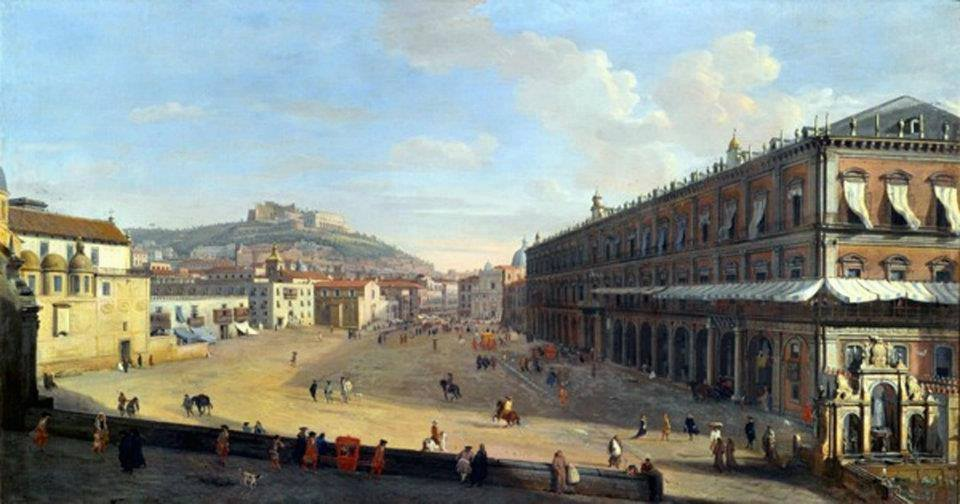
Neapel ca. 1700 av Caspar van Wittel

Mario Sanseverino, en neapolitansk adelsman och rebelledare mot det spanska styret, möter munken Benedetto på klostergården. Han berättar för Benedetto om det kommande upproret och ger munken papper att ta hand om. Han ber honom att förstöra de om han skulle dö. Pappren är brev från Sanseverinos älskarinna Regina, hustrun till den spanske guvernören Ferrante Diaz. Sanseverino och Regina möts i en kyrka dit hon gått för att be. De förklarar återigen varandra sin kärlek. Upproret avslöjas och ledarna, däribland Sanseverino, förs till guvernörens palats. Ferrante känner igen Sanseverino som son till en gammal vän. Han säger till Sanseverino att han mindes honom som pojk och ska ordna så att han kan fly utomlands istället för att avrättas. Regina skräms av tanken på att aldrig mer se sin älskade.
Akt 2
Ensamma i guvernörens palats gör Sanseverino och Regina upp planer på att fly tillsammans vid midnatt. Under tiden anländer Gonzalo, en av Ferrantes soldater, för att informera Ferrande om att han upptäckt att upproret även inkluderar munken Benedetto som verkar inneha hemliga papper. Ferrante kallar på Benedetto och begär att få se pappren varpå han upptäcker att Regina har bedragit honom med Sanseverino. I Rasande försöker han döda Regina, men hindras av Benedetto. Sanseverino anländer. Ferrante utmanar honom genast på duell och dödar honom. Regina skickas till ett kloster där hon ska tillbringa resten av sitt liv.

### Fotnoter
1. ↑  Greene, David Mason (1985). "Giordano, Umberto". Greene's Biographical Encyclopedia of Composers, s. 963. Reproducing Piano Roll Fund. ISBN 0385142781
2. 1 2  Mallach, Alan (2007). The Autumn of Italian Opera: From Verismo to Modernism, 1890-1915, pp. 89–90; 227. University Press of New England. ISBN 1555536832
3. ↑  Citerad i Mallach (2007) s. 89–90
4. ↑  Citerad i Mallach (2007) s. 90
5. 1 2  Raeli, Vito (1931). "Umberto Giordano". Japigia, rivista pugliese di archeologia storia e arte, Anno 2, No. 2, s. 201–211
6. ↑  Fisher, Burton D. (2005). Giordano's Andrea Chénier, s. 21–22. Opera Journeys Publishing, ISBN 1102009032
7. ↑  Handlingen bygger på text av Targioni-Tozzetti, G. och Menasci, G. (1894). Regina Diaz. Sonzogno